# Porphyrinia munda
Porphyrinia munda är en fjärilsart som beskrevs av Hugo Theodor Christoph 1884. Porphyrinia munda ingår i släktet Porphyrinia och familjen nattflyn. Inga underarter finns listade i Catalogue of Life.